# Liste der Denkmäler, Brunnen und Skulpturen in Neustrelitz
(Aufstellung chronologisch nach Entstehungsjahr)
| Bezeichnung                                               | Bild | Standort                                                                              | Künstler                | Errichtung Einweihung | Weitere Informationen |
| --------------------------------------------------------- | ---- | ------------------------------------------------------------------------------------- | ----------------------- | --------------------- | --- |
| Apoll (Adonis)                                            |      | Schlosspark (Barocke Götterallee)                                                     | J. G. Marckwalter       | um 1764               | die „Götterallee“ bestand einst aus 22 Sandsteinstatuen aus der Werkstatt der Bildhauer Johann Georg Marckwalter, Simon Gehle und Carl Philipp Glume (Einzelzuordnung unklar); 9 sind bis heute erhalten; Originale 1965/68 durch Kopien ersetzt |
| Ceres (Herbst)                                            |      | Schlosspark (Barocke Götterallee)                                                     | J. G. Marckwalter       | um 1764               | siehe vor |
| Diana                                                     |      | Schlosspark (Barocke Götterallee)                                                     | J. G. Marckwalter       | um 1764               | siehe vor |
| Mars                                                      |      | Schlosspark (Barocke Götterallee)                                                     | J. G. Marckwalter       | um 1764               | siehe vor |
| Juno                                                      |      | Schlosspark (Barocke Götterallee)                                                     | J. G. Marckwalter       | um 1764               | siehe vor |
| Winter (Allegorie)                                        |      | Schlosspark (Barocke Götterallee)                                                     | J. G. Marckwalter       | um 1764               | siehe vor |
| Zeus                                                      |      | Schlosspark (Barocke Götterallee)                                                     | J. G. Marckwalter       | um 1764               | siehe vor |
| Danaide (Wasser)                                          |      | Schlosspark (Barocke Götterallee)                                                     | J. G. Marckwalter       | um 1764               | siehe vor |
| Herkules                                                  |      | Schlosspark (Barocke Götterallee)                                                     | J. G. Marckwalter       | um 1764               | siehe vor |
| Friedrich Eugen von Hobe                                  |      | Schlosskoppel                                                                         | Christian Philipp Wolff | 1813/2000             | ursprüngliches Denkmal von 1813 nach 1945 durch Vandalismus zerstört, 1990er Jahre vereinfacht erneuert |
| Liegende Hirsche                                          |      | Eingangsportal Tiergarten                                                             | Christian Daniel Rauch  | 1826                  | 1821 von Friedrich Wilhelm Buttel als Portal entworfen und 1824/1825 errichtet, 1826 durch zwei von C. D. Rauch als Pendants ausgeführte Bronzehirsche ergänzt |
| Hebetempel                                                |      | Schlosspark                                                                           | F. W. Buttel            | 1840/44               | Figur der Göttin Hebe nach einem Entwurf von Antonio Canova (1796); auf dem Dach die Kopie des Praxitelischen „Lykischen Apoll“ (Original Uffizien Florenz) |
| Ildefonso-Gruppe                                          |      | Schlosspark                                                                           | (Antikenkopie)          | 1840er                | auch: Gruppe von San Ildefonso; Kopie nach einer römischen Kopie des 1. Jh. v. Chr. aus dem Prado Madrid (das griechische Original ist verloren); die Marmorgruppe ist 1945 zerstört und erst 1983 durch eine Sandsteingruppe ersetzt worden |
| Adorant (Betender Knabe)                                  |      | Schlosspark Orangerie                                                                 | (Antikenkopie)          | 1840er                | Von 1840 bis 1842 gestaltete Friedrich Wilhelm Buttel im Auftrag von Großherzog Georg die Neustrelitzer Orangerie zu einem Gartensalon um. Eine Kopie der antiken Bronzestatue Betender Knabe wurde in der Mitte des Gartens auf einer korinthischen Marmorsäule aufgestellt. Das Original, der um 300 v. Chr. in der künstlerischen Tradition des griechischen Bildhauers Lysipp geschaffen Statue, befindet sich in der Antikensammlung der Staatlichen Museen zu Berlin. Um 1500 auf Rhodos gefunden, gelangte das Original der Statue zunächst nach Venedig und ging dann in den Besitz des Finanzministers Ludwigs XIV. über. Dieser ließ die Arme ergänzen und stellte den Betenden Knaben in seinem Schloss Vaux-le-Vicomte auf. 1747 erwarb der preußische König Friedrich II. die Statue für den Park Sanssouci. Heute steht das Original des Betenden Knaben im Alten Museum in Berlin und empfängt die aus der Rotunde eintretenden Besucher. |
| Kinderbrunnen                                             |      | Schlosspark Orangerie                                                                 | Albert Wolff            | 1849                  | 1844 wurde der auch als Märchenbrunnen bekannte Springbrunnen nach einem Entwurf von Eduard Stützel aus Marmor gefertigt. Nachdem er zunächst im Park Sanssouci aufgestellt worden war, kam der Brunnen als Geschenk König Friedrich Wilhelm IV. an seinen Onkel Großherzog Georg nach Neustrelitz und fand dort seinen Platz vor der Eingangsterrasse der Neustrelitzer Orangerie. |
| Drake-Vase                                                |      | Schlosspark                                                                           | Friedrich Drake         | 1854                  | die Motive basieren im Wesentlichen auf dem Sockelentwurf des Denkmals für König Friedrich Wilhelm III. im Berliner Tiergarten |
| Viktoria von Leuthen                                      |      | Schlosspark                                                                           | C. D. Rauch             | 1854                  | Zinkgusskopie nach dem Original auf dem Schlachtfeld von Leuthen |
| Orestsarkophag                                            |      | Schlosspark                                                                           | Antikenkopie            | (um) 1854             | Kopie des 19. Jahrhunderts nach dem römischen Original |
| Markus Matthäus Lukas Johannes                            |      | Schlosskirche                                                                         | Albert Wolff            | 1855/56               | Terrakottafiguren in der Charlottenburger Fa. Ernst March gefertigt; Lukas und Matthäus wenig später als Zweitexemplare auch für die St.-Lukaskirche Berlin |
| Fürst Blücher                                             |      | Schlosspark                                                                           | C. D. Rauch             | um 1860?              | nach einer Büste von 1815 |
| Karl II.                                                  |      | Buttel-Platz                                                                          | Albert Wolff            | 1863, 30.03.          | Marmorbüste nach Entwurf von Christian Philipp Wolff; durch Kopie ersetzt |
| Herzog Karl (1785–1837)                                   |      | Buttel-Platz                                                                          | Albert Wolff            | 1863, 30.03.          | Marmorbüste (nach einer Büste von 1837) gewidmet „dem heldenmüthigen Führer und Kämpfer für Deutschlands Befreiung“; 1999 durch Kopie ersetzt |
| Asklepios                                                 |      | Schlossauffahrt                                                                       | (Antikenkopie)          | 1860/65               | Zinkguss nach einer Statue aus der Schule des Phidias; Original in Neapel |
| Demeter                                                   |      | Schlossauffahrt                                                                       | (Antikenkopie)          | 1860/65               | Zinkguss nach einer Statue aus der Zeit um 400 v. Chr.; Original in Rom |
| Hera                                                      |      | Schlossauffahrt                                                                       | (Antikenkopie)          | 1860/65               | Zinkguss nach einer Statue aus der Schule des Phidias; Original in Rom |
| Meleagros                                                 |      | Schlossauffahrt                                                                       | (Antikenkopie)          | 1860/65               | Zinkguss nach einer Statue des Skopas um 450 v. Chr.; Original in Rom |
| Niobe                                                     |      | Schlossauffahrt                                                                       | (Antikenkopie)          | 1860/65               | Zinkguss nach der römischen Kopie einer Statue aus der Zeit um 330/20 v. Chr.; Original in Florenz |
| Venus von Capua                                           |      | Schlossauffahrt                                                                       | (Antikenkopie)          | 1860/65               | Zinkguss nach einer späthellenistischen Statue; Original in Neapel |
| Herkulanerin                                              |      | Schlossauffahrt                                                                       | (Antikenkopie)          | 1860/65               | Zinkguss einer römischen Statue aus augusteischer Zeit; Original in der Skulpturensammlung (Dresden) |
| Georg                                                     |      | Buttel-Platz                                                                          | Albert Wolff            | 1866, 17.10.          | 1956 abgebaut und in ein Depot gebracht; 1989 Neuaufstellung |
| 1870/71                                                   |      | Kasernenhof                                                                           |                         | 1873, 31.07.          | sogenannter Armee-Gedenkstein für das Feldartillerieregiment Nr. 24; vergrabener Obelisk 2016 gefunden und vor der Bergung von Unbekannten gestohlen |
| Luisentempel                                              |      | Schlossgarten                                                                         | Schinkel Albert Wolff   | 1891                  | Gedächtnishalle für Königin Luise nach Entwurf Schinkels; im Innern Kopie der Marmor-Grabfigur der Königin Luise (Original von C. D. Rauch); am 19. Juli 1892 erstmals der Öffentlichkeit vorgestellt |
| 1870/71                                                   |      | zerstört                                                                              | Martin Wolff            | 1898, 16.10.          | Landes-Kriegerdenkmal des Großherzoglich-Mecklenburgischen Grenadierregiments Nr. 89 |
| Adolph Rudolphi                                           |      | Carolinenstift                                                                        | Martin Wolff            | um 1900               | Ehrenmal für den verdienstvollen Neustrelitzer Arzt, Obermedizinalrat Adolf (Wilhelm August) Rudolphi (1828–1899) |
| Friedrich Wilhelm                                         |      | zerstört                                                                              | Martin Wolff            | 1909                  | ehem. auf dem Paradeplatz (Buttel-Platz); 1944 eingeschmolzen |
| Adolf Friedrich VI.                                       |      |                                                                                       |                         | 1920er                | in Erinnerung des letzten Großherzogs von Mecklenburg-Strelitz, Stein verwendet als Grabstein für den ersten kommunistischen Bürgermeister Paul Bruse, dieser Stein errichtet nach 1990 |
| 1914-18                                                   |      | Schlossgarten                                                                         | Hans Dammann            | 1923, 03.06.          | Kriegerdenkmal des 2. Bataillons des Großherzoglich-Mecklenburgischen Grenadierregiments Nr. 89 und der 3. (Großherzogl.-Meckl.) Batterie des Holsteinischen Feldartillerieregiments Nr. 24 |
| 1914-18                                                   |      | „Sportlager“                                                                          |                         | 1930er                | aus Feldsteinen gemauertes Denkmal mit einem Stahlhelm als Bekrönung |
| Opfer des Faschismus                                      |      | Marienstraße                                                                          |                         | 1949, 11.09.          | Obelisk mit Gedenktafel; Tafel 1997 nach Zerstörung erneuert |
| Sowjetisches Ehrenmal                                     |      | eingelagert                                                                           |                         | 1956                  | anstelle eines seit dem 18. November 1945 auf dem Marktplatz errichteten Denkmals; die Figur eines Soldaten wurde 1995 in ein Lager geschafft (im Regiehof der Stadt, Lessingstr. 80) |
| Gedenkstein 1939-45                                       |      | Schlosspark                                                                           |                         | nach 1990             | für die Gefallenen der Infanterieregimenter Nr. 48 und 172 |
| Friedrich Wolf                                            |      | Stadttheater                                                                          |                         |                       | Bronzeplastik |
| NKWD-Gedenkstein                                          |      | Wilhelm-Stolte-Str. 1                                                                 |                         | 2000                  | für die Opfer des NKWD-Gefängnisses Nr. 5 Strelitz (seit 2000 am Eingang der alten JVA Neustrelitz, auf Initiative der Lagergemeinschaft Sachsenhausen 1945–1950 e.V.) |
| Kleiner Kubus                                             |      | kath. Kirche                                                                          | Helmut Senf             | 2001                  | Skulptur aus Profilstahl auf der Straßenkreuzung an der Katholischen Kirche |
| Strelitzien-Denkmal                                       |      | Neustrelitz (Kreisverkehr Useriner Straße – Promenade – Seestraße – Semmelweisstraße) | René Winter             | 2008                  | zur 275-Jahr-Feier von Neustrelitz übergeben am Tag des Strelitzienfestes |
| Stelen am Erinnerungsort Stasi-U-Haftanstalt Töpferstraße |      | Tiergartenstraße 5                                                                    |                         | 2014                  | für die Opfer des Stasi-Gefängnisses, das 1953 bis 1987 bestand, auf Initiative des 2011 gegründeten Vereins „Stasi-Haftanstalt Töpferstraße e.V.“ |
| x                                                         |      |                                                                                       |                         |                       | |
| 1870/71                                                   |      | Ortsteil Strelitz-Alt Bahnhofstr.                                                     |                         |                       | |
| 1914-18                                                   |      | Ortsteil Strelitz-Alt Schulstr.                                                       |                         |                       | |
| Synagogen-Gedenkstein                                     |      | Ortsteil Strelitz-Alt                                                                 |                         |                       | am Alex für die zerstörte Synagoge |

- Friedhof für die gefallenen sowjetischen Soldaten im ehemaligen Botanischen Garten des Schlossareals
- Jüdischer Friedhof beim Hauptbahnhof
- Gedenkstein für den Flüchtlingsfriedhof aus der Zeit nach 1945 am Rande des Neubaugebietes Kiefernheide
- Jüdischer Friedhof im Ortsteil Strelitz-Alt
- Zwei Brunnen auf den Terrassen im Schlossgarten
- Landeskriegerdenkmal, ehem. an der Stelle des Denkmals für die Opfer des Faschismus
- zwei Skulpturen an der röm.-katholischen Kirche
- Denkmal für die 1914–1918 gefallenen Strelitzer Turner, Ortsteil Strelitz-Alt, vor dem ehem. Sportlerheim (jetzt „Die Schiefe“), um 1977 entfernte Buntmetalltafel mit dem Turnerkreuz (vier Buchstaben: FFFF)
- Gedenktafel für die 1914–1918 gefallenen Studenten des Strelitzer Technikums, um 1977 entfernt, später deponiert im Museum Neustrelitz
- Grabmal des Husaren Timm, der in der Völkerschlacht bei Leipzig 1813 eine französische Adlerstandarte eroberte
- Ehrenmal für die 1914–1918 Gefallenen auf dem Neustrelitzer Friedhof mit Einzelgräbern aus dem ersten u. Zweiten Weltkrieg
- Gedenkstein für die Selbstmordopfer 1945 auf dem Neustrelitzer Friedhof